# Resolució 2116 del Consell de Seguretat de les Nacions Unides
La Resolució 2116 del Consell de Seguretat de les Nacions Unides fou adoptada per unanimitat el 18 de setembre de 2013. El Consell va ampliar el mandat de la Missió de les Nacions Unides a Libèria (UNMIL) fins al 30 de setembre de 2014 i va autoritzar simultàniament l'execució de la segona fase de la retirada dels 1.129 soldats de la missió, que havia de complir-se en aquesta data. La retirada era part d'un pla plurianual pel qual quatre batallons del component militar es retirarien en tres fases abans de juliol de 2015. El component policial mantindria sense canvis.
Les tasques principals de la missió eren continuar donant suport al govern liberià en la inclusió de la pau i l'estabilitat i la protecció de la població, a més de transferir la responsabilitat de la seguretat a la policia nacional liberiana.